# Yarisley Silvaová
Yarisley Silva Rodríguez (* 1. června 1987 Pinar del Río) je kubánská atletka, stříbrná olympijská medailistka a mistryně světa ve skoku o tyči v hale i pod širým nebem.
Jejím manažerem je držitel světových rekordů ve skoku do výšky, olympijský vítěz Javier Sotomayor.

## Sportovní kariéra
V roce 2006 získala stříbrnou medaili na Středoamerických a karibských hrách v kolumbijské Cartageně. V témže roce se účastnila rovněž juniorského mistrovství světa v Pekingu, kde však v kvalifikaci nezaznamenala platný pokus.
V roce 2007 vybojovala na Panamerických hrách v brazilském Riu bronzovou medaili. Ve finále skočila 430 cm. Titul získala Fabiana Murerová z Brazílie, jež překonala laťku o 30 centimetrů výše. O rok později reprezentovala na Letních olympijských hrách v Pekingu. V kvalifikaci zvládla napotřetí 415 cm a celkově obsadila dělené 27. místo, což k postupu do dvanáctičlenného finále nestačilo.
Na Mistrovství Střední Ameriky a Karibiku v atletice 2009 v Havaně vybojovala výkonem 440 cm zlatou medaili. V roce 2010 její výkonnost stagnovala, když jejím nejlepším výkonem v sezóně bylo 440 cm.
Na světovém šampionátu v jihokorejském Tegu v roce 2011 skončila ve finále těsně pod stupni vítězů, na 5. místě. Výkonem 470 cm vylepšila kubánský rekord. Národní rekord vylepšila o dalších 5 centimetrů 24. října 2011 na Panamerických hrách v mexickém Guadalajaru, čímž vybojovala zlato před Fabianou Murerovou z Brazílie a Američankou Becky Hollidayovou.

### Stříbro z olympiády

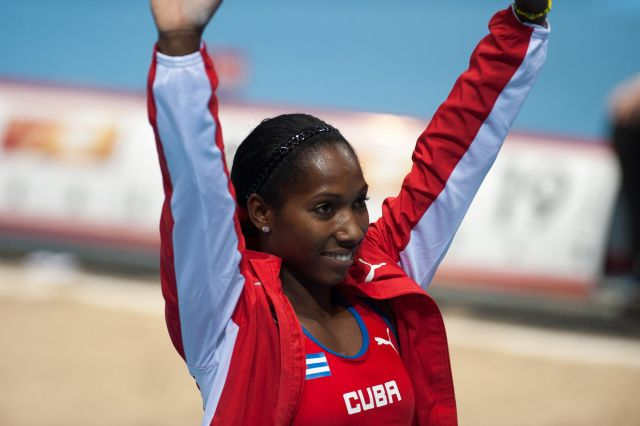
Yarisley Silvaová (Sopot, 2014)

V roce 2012 obsadila 7. místo na halovém MS v Istanbulu (455 cm). Největší úspěch své kariéry zaznamenala na Letních olympijských hrách v Londýně. V kvalifikaci absolvovala dva pokusy. Napoprvé překonala 450 i 455 centimetrů a společně s Jelenou Isinbajevovou i Jennifer Suhrovou patřila mezi jediné tři tyčkařky, které v kvalifikaci neopravovaly. Ve finále zahajovala na výšce 445 cm, kterou zvládla napodruhé. Následně napoprvé skočila 455, 465 a 470 cm. Na výšce 475 cm zůstaly čtyři tyčkařky. Němka Silke Spiegelburgová, která na této výšce absolvovala dva pokusy neuspěla a skončila těsně pod stupni vítězů, na 4. místě. Neuspěla také dvojnásobná olympijská vítězka, Ruska Jelena Isinbajevová, která si poslední pokus schovala na 480 cm. Výšku nepřekonala a skončila na bronzové pozici. 475 cm napodruhé překonala Američanka Suhrová i Kubánka, jež si vyrovnala osobní rekord. Laťku na stojanech ve výšce 480 cm však již žádná z tyčkařek neskočila a olympijskou vítězkou se stala stříbrná olympijská medailistka z Pekingu 2008 Jennifer Suhrová, jež zvítězila díky lepšímu technickému zápisu. Kubánka vybojovala stříbrnou medaili.

### 2013
V roce 2013 se stala vítězkou prvého ročníku mezinárodního mítinku Zlatá tyčka, který se konal v pardubické ČEZ Aréně dne 5. února. Dne 8. června 2013 na mítinku v nizozemském Hengelu překonala jako třetí žena v historii pod širým nebem hranici 490 centimetrů.

### Osobní rekordy
- hala – 482 cm – 24. dubna 2013, Des Moines (NR)
- venku – 491 cm – 2. srpna 2015, Beckum (NR)